# 上村昌也
上村 昌弥（かみむら まさや、1995年3月18日 - ）は、日本の男性シンガーソングライターである。静岡県浜松市出身。所属事務所はイドエンターテインメント。所属レーベルはイドレコーズ。

## 来歴・人物
桜井和寿（Mr.Children）に憧れ、9歳からギターを習い始める。11歳からコンテストや発表会形式のライブを行い、オリジナル曲の楽曲制作も開始。
2011年4月（高校二年生時）に本格的な音楽活動を視野に単身で上京、「現役高校生シンガーソングライター」として東京都内ほか全国でのストリートライブを展開、手売りのデモCDは1500枚を売り上げた。1枚目のデモCD「a starting point」収録曲の「メロディ」（作詞・作曲：川村結花）は、ケータイ小説の文庫本（ピンキー文庫「通学」シリーズ小説）のテレビCMソングに起用された。
2012年、同事務所に所属するFUNKY MONKEY BABYSのアリーナツアーに同行し、各会場の場外でストリートライブを行う。
同年9月12日、2枚のデモCD収録曲を全曲アレンジし直し、新曲「はばたけ!」が追加収録されたミニアルバム『17 SEVENTEEN』でインディーズデビュー。「はばたけ!」がUSENインディーズ総合チャートで1位（同チャート2012年度年間総合ランキング6位）を獲得した。
2013年9月18日、2枚目のミニアルバム『Prologue』をリリース。収録曲「プロローグ」が前作の収録曲「はばたけ!」に続き、USENインディーズチャートで1位を獲得。2作連続でチャート1位を記録した。
2020年より、YouTubeにカバー動画をアップ。
同年、名前を本名である上村昌弥に変更。
同年11月30日、所属事務所を退所。

## ディスコグラフィ
デモCD
※販売終了
1. a starting point（2011年12月17日）
2. a passing point（2012年3月10日）
3. それでも明日は来る/dear...
4. Winter Love
5. さよならさえ言えずに
6. いやんなっちゃうよな
7. セツナユラルリ
8. 狭心症
9. ぐるりのこと

ミニアルバム
1. 17 SEVENTEEN（2012年9月12日）
2. Prologue（2013年9月18日）

## タイアップ
| 曲名       | タイアップ                                                                                                |
| ---------- | --- |
| メロディ   | ピンキー文庫「通学」シリーズ小説CMソング                                                                  |
| プロローグ | 京都放送「京スポ 〜SPORTS NEWS ENTERTAINMENT〜」9月度エンディングテーマ                                   |
| プロローグ | テレビ埼玉「V-Clips」10月度オープニングテーマ                                                             |
| プロローグ | 5いっしょ3ちゃんねる・甲府CATV「第66回秋季関東地区高校野球ダイジェスト 〜ROAD TO センバツ〜」テーマソング |